# Seznam poslanců Českého zemského sněmu (1870–1872)
Toto je seznam poslanců Českého zemského sněmu ve volebním období 1870–1872. Zahrnuje všechny členy Českého zemského sněmu ve funkčním období od zemských voleb roku 1870 až do zemských voleb roku 1872. 
| Jméno                         | Kurie               | Volební obvod                                         | Strana         | Poznámka                                      |
| ----------------------------- | ------------------- | ----------------------------------------------------- | -------------- | --------------------------------------------- |
| Adam Johann Herrmann          | městská             | Hajda, Šenov, Plottendorf, Parchen                    |                | [ 1 ]                                         |
| Adlerfels Gustav              | velkostatkářská     | nesvěřenecké velkostatky                              |                | [ 2 ]                                         |
| Aschenbrenner Adolf           | městská             | Šluknov, Ehrenberg, Haňšpach                          |                | Zvolen v září 1871.                           |
| Aßmann Karl                   | venk. obcí          | Česká Lípa, Mimoň, Hajda, Cvikov                      |                | [ 1 ]                                         |
| Banhans Anton                 | městská             | Most, Bílina, Horní Litvínov                          |                | [ 1 ]                                         |
| Bareuther Ernst               | městská             | Kraslice, Nejdek, Schönbach                           |                | Zvolen v září 1871.                           |
| Battaglia Josef               | velkostatkářská     | nesvěřenecké velkostatky                              |                | [ 2 ]                                         |
| Bauriedl Christof             | venk. obcí          | Horšovský Týn, Hostouň, Ronšperk                      |                | [ 1 ]                                         |
| Bayer Kajetan                 | obch. a živn. komor | Plzeň                                                 |                | Zvolen v září 1871.                           |
| Belcredi Richard              | velkostatkářská     | nesvěřenecké velkostatky                              |                | Zvolen v září 1871.                           |
| Bělský Václav                 | městská             | Praha-Staré Město                                     | Národní strana | [ 2 ]                                         |
| Bischoff Otto                 | obch. a živn. komor | Plzeň                                                 |                | [ 5 ]                                         |
| Bouzar Jan                    | městská             | Litomyšl, Polička                                     |                | Zvolen v září 1871.                           |
| Bozděch Václav                | venk. obcí          | Klatovy, Plánice                                      | Národní strana | [ 8 ]                                         |
| Bradáč Vincenc                | městská             | Praha-Hradčany                                        | Národní strana | [ 1 ]                                         |
| Brauner František August      | venk. obcí          | Přeštice, Nepomuk                                     | Národní strana | [ 9 ]                                         |
| Brzorád Josef                 | venk. obcí          | Jílové, Říčany                                        | Národní strana | [ 9 ]                                         |
| Buquoy Jiří                   | velkostatkářská     | svěřenecké velkostatky                                |                | [ 2 ]                                         |
| Bürger Adalbert               | venk. obcí          | Č. Krumlov, Chvalšiny, Planá                          |                | Zvolen v září 1871.                           |
| Clam-Martinic Jindř. Jaroslav | velkostatkářská     | nesvěřenecké velkostatky                              |                | [ 2 ]                                         |
| Clam-Martinic Richard         | velkostatkářská     | nesvěřenecké velkostatky                              |                | [ 2 ]                                         |
| Černín Děpold                 | velkostatkářská     | svěřenecké velkostatky                                |                | [ 2 ]                                         |
| Czyhlarz Karl                 | městská             | Šluknov, Ehrenberg, Haňšpach                          |                | [ 11 ]                                        |
| Černín Jaromír                | velkostatkářská     | svěřenecké velkostatky                                |                | [ 2 ]                                         |
| Černín Otakar                 | velkostatkářská     | nesvěřenecké velkostatky                              |                | [ 2 ]                                         |
| Černín Rudolf                 | velkostatkářská     | nesvěřenecké velkostatky                              |                | [ 2 ]                                         |
| Čížek Antonín                 | venk. obcí          | Vrchlabí, Rokytnice, Jilemnice                        | Národní strana | [ 8 ]                                         |
| Deym ze Stříteže Ferdinand    | velkostatkářská     | nesvěřenecké velkostatky                              |                | [ 2 ]                                         |
| Dittrich Josef                | městská             | Praha-Malá Strana                                     | Národní strana | [ 1 ]                                         |
| Dormitzer Maximilian          | obch. a živn. komor | Praha                                                 |                | [ 5 ]                                         |
| Dotzauer Richard              | obch. a živn. komor | Praha                                                 |                | [ 5 ]                                         |
| Ehrenberg Johann              | velkostatkářská     | nesvěřenecké velkostatky                              |                | Rezignoval r. 1871.                           |
| Eisenstein August             | velkostatkářská     | nesvěřenecké velkostatky                              |                | [ 2 ]                                         |
| Eisenstein Václav             | velkostatkářská     | nesvěřenecké velkostatky                              |                | [ 2 ]                                         |
| Erler Ludwig                  | venk. obcí          | Žatec, Chomutov, Postoloprty, Bastianperk, Podbořany  |                | Zvolen v září 1871.                           |
| Eyssert Adalbert              | obch. a živn. komor | Liberec                                               |                | [ 5 ]                                         |
| Esop Josef                    | městská             | Jičín, Nový Bydžov                                    |                | [ 8 ]                                         |
| Faber Karel                   | venk. obcí          | Milevsko, Sedlec, Bechyně                             | Národní strana | [ 8 ]                                         |
| Fáček František               | venk. obcí          | Chotěboř, Habry                                       | Národní strana | [ 8 ]                                         |
| Fiala František               | venk. obcí          | Lanškroun, Ústí n. O.                                 | Národní strana | [ 9 ]                                         |
| Fingerhut (Náprstek) Vojtěch  | městská             | Lomnice, Nová Paka, Sobotka                           | Národní strana | [ 1 ]                                         |
| Fink Antonín                  | venk. obcí          | Votice, Sedlčany                                      | Národní strana | [ 8 ]                                         |
| Forster Emanuel               | městská             | Rumburk                                               |                | [ 1 ]                                         |
| Frank Heinrich                | obch. a živn. komor | Budějovice                                            |                | [ 5 ]                                         |
| Frič Josef František          | městská             | Praha-Nové Město                                      | Národní strana | [ 1 ]                                         |
| Friedrich Anton               | obch. a živn. komor | Liberec                                               |                | [ 5 ]                                         |
| Fürth Josef                   | obch. a živn. komor | Plzeň                                                 |                | [ 5 ]                                         |
| Gabriel Josef Ambrož          | venk. obcí          | Sušice, Kašperské Hory                                | Národní strana | [ 8 ]                                         |
| Görner Anton                  | městská             | Cvikov, Mimoň                                         |                | [ 1 ]                                         |
| Götzl Josef                   | městská             | Karlín                                                | Národní strana | [ 8 ]                                         |
| Graf Lubert                   | městská             | Kraslice, Nejdek, Schönbach                           |                | [ 5 ]                                         |
| Graße Ignaz                   | městská             | Liberec                                               |                | Zvolen v září 1871.                           |
| z Grünhofu Eduard Fučíkovský  | velkostatkářská     | nesvěřenecké velkostatky                              |                | [ 2 ]                                         |
| Grégr Eduard                  | venk. obcí          | Vysoké Mýto, Skuteč, Hlinsko                          | Národní strana | [ 9 ]                                         |
| Grégr Julius                  | městská             | Slaný, Louny, Rakovník                                | Národní strana | [ 1 ]                                         |
| Grohmann Josef Virgil         | venk. obcí          | Jablonné, Chrastava                                   |                | [ 1 ]                                         |
| Grond Josef                   | venk. obcí          | Žamberk, Králíky, Rokytnice                           |                | [ 14 ]                                        |
| Groß Gustav                   | městská             | Liberec                                               |                | [ 8 ]                                         |
| Grünwald Vendelín             | městská             | Třeboň, Lišov, Týn n. Vltavou                         | Národní strana | [ 5 ]                                         |
| Halbmayr Josef Dionys         | obch. a živn. komor | Cheb                                                  |                | [ 5 ]                                         |
| Hallwich Hermann              | městská             | Vrchlabí, Lanov, Hostinné                             |                | Zvolen v září 1871.                           |
| Hanke Bedřich                 | městská             | Praha-Nové Město                                      | Národní strana | [ 1 ]                                         |
| Hanl Karel Boromejský         | virilisté           | biskup královéhradecký                                |                |                                               |
| Harrach František Arnošt      | velkostatkářská     | svěřenecké velkostatky                                |                | [ 2 ]                                         |
| Harrach Jan                   | velkostatkářská     | nesvěřenecké velkostatky                              |                | Rezignoval r. 1871.                           |
| Harrach Jan                   | venk. obcí          | Vrchlabí, Rokytnice, Jilemnice                        |                | [ 5 ]                                         |
| Hartl František               | venk. obcí          | Turnov, Český Dub                                     | Národní strana | [ 8 ]                                         |
| Hasner Leopold                | městská             | Trutnov, Broumov, Police                              |                | [ 8 ]                                         |
| Hassmann Theodor              | městská             | Žatec, Kadaň                                          |                | [ 11 ]                                        |
| Hausmann Čeněk                | městská             | Rychnov, Žamberk, Kostelec n. Orlicí, Dobruška        | Národní strana | [ 8 ]                                         |
| Heisinger Franz               | městská             | Loket, Slavkov, Schönfeld, Bečov, Sangerberg          |                | Rezignoval v srpnu 1871.                      |
| Herbst Eduard                 | venk. obcí          | Šluknov, Haňšpach                                     |                | [ 2 ]                                         |
| Hildprandt Robert             | velkostatkářská     | nesvěřenecké velkostatky                              |                | [ 2 ]                                         |
| Hons Antonín                  | venk. obcí          | Mladá Boleslav, Mnich. Hradiště, Bělá                 | Národní strana | [ 2 ]                                         |
| Höfer Wenzel                  | venk. obcí          | Litoměřice, Lovosice, Úštěk                           |                | [ 2 ]                                         |
| Hron Vojtěch                  | velkostatkářská     | nesvěřenecké velkostatky                              |                | [ 2 ]                                         |
| Husák Antonín                 | venk. obcí          | Slaný, Velvary, Libochovice                           | Národní strana | [ 2 ]                                         |
| Huscher Georg                 | městská             | Aš, Rossbach                                          |                | [ 5 ]                                         |
| Chotek Rudolf                 | velkostatkářská     | svěřenecké velkostatky                                |                | [ 2 ]                                         |
| Hrubý z Jelení Theodor        | velkostatkářská     | nesvěřenecké velkostatky                              |                | [ 2 ]                                         |
| Jablonský Rudolf              | městská             | Čáslav, Chotěboř, Golčův Jeníkov                      | Národní strana | [ 1 ]                                         |
| Jahnel Anton                  | městská             | Liberec                                               |                | [ 8 ]                                         |
| Janouš Jan                    | městská             | Litomyšl, Polička                                     | Národní strana | Rezignoval v srpnu 1871.                      |
| Jeřábek Jan                   | venk. obcí          | Nový Bydžov, Chlumec                                  | Národní strana | [ 9 ]                                         |
| Jílek Jan                     | venk. obcí          | Hořovice, Zbiroh                                      | Národní strana | [ 9 ]                                         |
| Jirsík Jan Valerián           | virilisté           | biskup budějovický                                    |                |                                               |
| Kahles Augustin               | venk. obcí          | Ledeč, Dolní Kralovice                                | Národní strana | [ 8 ]                                         |
| Kinský Bedřich Karel          | velkostatkářská     | nesvěřenecké velkostatky                              |                | [ 2 ]                                         |
| Kittel Eduard                 | městská             | Cheb                                                  |                | [ 11 ]                                        |
| Klaudy Karel Leopold          | venk. obcí          | Jičín, Lomnice, Sobotka, Libáň                        | Národní strana | [ 8 ]                                         |
| Klepsch Adolf                 | městská             | Varnsdorf                                             |                | [ 1 ]                                         |
| Klier Franz                   | městská             | Děčín, Podmokly, Česká Kamenice, Chřibská             |                | [ 1 ]                                         |
| Klíma Václav                  | městská             | Klatovy, Domažlice                                    | Národní strana | [ 1 ]                                         |
| Klimeš Josef                  | venk. obcí          | Chrudim, Nasavrky                                     | Národní strana | [ 8 ]                                         |
| Knoll Alfred                  | městská             | Karlovy Vary, Jáchymov                                |                | [ 14 ]                                        |
| Knötgen Adolf                 | venk. obcí          | Kraslice, Nejdek                                      |                | [ 1 ]                                         |
| Kobinger Johann Nepomuk       | městská             | Krumlov, Kaplice, Nové Hrady, Vyšší Brod              |                | [ 5 ]                                         |
| Kodym Filip Stanislav         | venk. obcí          | Smíchov, Zbraslav, Beroun, Unhošť                     | Národní strana | [ 9 ]                                         |
| Kolowrat-Krakowský Jan Karel  | velkostatkářská     | svěřenecké velkostatky                                |                | [ 2 ]                                         |
| Kořínek František             | venk. obcí          | Nové Město n. M., Náchod, Dobruška                    | Národní strana | [ 9 ]                                         |
| Kose Jan                      | velkostatkářská     | nesvěřenecké velkostatky                              |                | [ 2 ]                                         |
| Kounic Albrecht               | velkostatkářská     | svěřenecké velkostatky                                |                | [ 2 ]                                         |
| Köpel Mathias                 | venk. obcí          | Kaplice, Nové Hrady, Vyšší Brod                       |                | [ 1 ]                                         |
| Kostial Alexander             | městská             | Vrchlabí, Lanov, Hostinné                             |                | Rezignoval v srpnu 1871.                      |
| Kralert František             | venk. obcí          | Pelhřimov, Pacov, Kamenice, Počátky                   | Národní strana | [ 9 ]                                         |
| Kratochvíle Jan               | venk. obcí          | Tábor, Mladá Vožice, Soběslav, Veselí                 | Národní strana | [ 8 ]                                         |
| Krejčí Jan                    | venk. obcí          | Prachatice, Netolice                                  | Národní strana | [ 2 ]                                         |
| Kubíček Matěj                 | venk. obcí          | Vimperk, Volyně                                       | Národní strana | [ 9 ]                                         |
| Kučera Jan                    | venk. obcí          | Písek, Vodňany                                        | Národní strana | [ 9 ]                                         |
| Kuh David                     | venk. obcí          | Most, Hora sv. Kateřiny, Jirkov                       |                | [ 2 ]                                         |
| Leeder Friedrich              | venk. obcí          | Cheb, Vildštejn, Aš                                   |                | [ 1 ]                                         |
| Lehmann Ferdinand             | venk. obcí          | Děčín, Benešov, Č. Kamenice                           |                | [ 2 ]                                         |
| Leitenberger Friedrich von    | obch. a živn. komor | Liberec                                               |                | [ 5 ]                                         |
| Leitner Karl                  | venk. obcí          | Frýdlant                                              |                | [ 1 ]                                         |
| Lenk Friedrich                | městská             | Vildštejn, Kynšperk, Hazlov                           |                | [ 5 ]                                         |
| Liebig Franz                  | městská             | Liberec                                               |                | [ 8 ]                                         |
| Lippert Julius                | městská             | Loket, Slavkov, Schönfeld, Bečov, Sangerberg          |                | Zvolen v září 1871.                           |
| Lippmann Josef v. Lissingen   | obch. a živn. komor | Praha                                                 |                | [ 5 ]                                         |
| Lobkowicz František Evžen     | velkostatkářská     | svěřenecké velkostatky                                |                | [ 2 ]                                         |
| Lobkowicz Jiří Kristián       | velkostatkářská     | nesvěřenecké velkostatky                              |                | [ 2 ]                                         |
| Lobkowicz Mořic               | velkostatkářská     | svěřenecké velkostatky                                |                | [ 2 ]                                         |
| Löffler Wenzl                 | venk. obcí          | Kadaň, Přísečnice, Doupov                             |                | [ 1 ]                                         |
| Malovec Leopold Karel         | velkostatkářská     | nesvěřenecké velkostatky                              |                | Zvolen v září 1871.                           |
| Mareš Vincenc                 | velkostatkářská     | nesvěřenecké velkostatky                              |                | [ 2 ]                                         |
| Mattuš Karel                  | městská             | Mnichovo Hradiště, Turnov, Bělá                       | Národní strana | [ 1 ]                                         |
| Mayer Ernst                   | městská             | Vimperk, Prachatice, Volary                           |                | [ 5 ]                                         |
| Moravec Ignác                 | městská             | Jindřichův Hradec, Bystřice                           | Národní strana | [ 5 ]                                         |
| Müller Josef                  | velkostatkářská     | nesvěřenecké velkostatky                              |                | [ 2 ]                                         |
| Nádherný z Borutína Jan       | velkostatkářská     | nesvěřenecké velkostatky                              |                | [ 2 ]                                         |
| Neuberg Jan                   | velkostatkářská     | nesvěřenecké velkostatky                              |                | [ 2 ]                                         |
| Neumann Stanislav             | městská             | Hořovice, Beroun, Rokycany, Radnice                   | Národní strana | [ 1 ]                                         |
| Neumann Wenzel                | venk. obcí          | Liberec, Jablonec, Tanvald                            |                | [ 2 ]                                         |
| Nittinger Robert              | venk. obcí          | Rakovník, Křivoklát, Nové Strašecí, Louny             | Národní strana | [ 9 ]                                         |
| Nostitz-Rieneck Albert        | velkostatkářská     | nesvěřenecké velkostatky                              |                | Zemřel v lednu 1871.                          |
| Nostic Hugo                   | velkostatkářská     | nesvěřenecké velkostatky                              |                | [ 2 ]                                         |
| Nostitz Josef                 | velkostatkářská     | svěřenecké velkostatky                                |                | [ 2 ]                                         |
| Oliva Alois                   | městská             | Smíchov                                               | Národní strana | [ 8 ]                                         |
| Paar Karel                    | velkostatkářská     | nesvěřenecké velkostatky                              |                | [ 2 ]                                         |
| Palacký František             | venk. obcí          | Karlín, Brandýs                                       | Národní strana | [ 9 ]                                         |
| Palacký Jan                   | velkostatkářská     | nesvěřenecké velkostatky                              |                | [ 2 ]                                         |
| Pelzer Josef                  | venk. obcí          | Tachov, Přimda                                        |                | [ 1 ]                                         |
| Pfeill-Scharffenstein Alfred  | velkostatkářská     | nesvěřenecké velkostatky                              |                | [ 2 ]                                         |
| Pickert Karl                  | venk. obcí          | Žlutice, Bochov                                       |                | [ 2 ]                                         |
| Pichler Anton                 | venk. obcí          | Tachov, Přimda                                        |                | Zvolen v září 1871.                           |
| Pistl Franz                   | velkostatkářská     | nesvěřenecké velkostatky                              |                | [ 2 ]                                         |
| Platzer Vilém                 | venk. obcí          | Jindřichův Hradec, Lomnice, Třeboň, N. Bystřice       | Národní strana | [ 8 ]                                         |
| Plener Ignaz                  | obch. a živn. komor | Cheb                                                  |                | [ 5 ]                                         |
| Pokorný František             | venk. obcí          | Černý Kostelec, Český Brod                            | Národní strana | [ 2 ]                                         |
| Pollach Štěpán                | městská             | Praha-Hradčany                                        | Národní strana | [ 1 ]                                         |
| Porák Antonín                 | městská             | Dvůr Králové, Náchod, Hořice                          | Národní strana | [ 5 ]                                         |
| Potůček Karel                 | venk. obcí          | Rokycany, Blovice                                     | Národní strana | [ 8 ]                                         |
| Pour Václav                   | venk. obcí          | Pardubice, Holice, Přelouč                            | Národní strana | [ 2 ]                                         |
| Práchenský Josef Stanislav    | městská             | Mělník, Brandýs n. L., Roudnice                       | Národní strana | [ 1 ]                                         |
| Pražák Josef                  | venk. obcí          | Mělník, Roudnice                                      |                | [ 9 ]                                         |
| Pretis Sisinio                | městská             | Frýdlant, Chrastava                                   |                | Rezignoval v srpnu 1871.                      |
| Pštross František             | městská             | Praha-Staré Město                                     | Národní strana | [ 2 ]                                         |
| Rasp Johann                   | městská             | Planá, Tachov, Stříbro, Žandov                        |                | Zvolen v září 1871.                           |
| Raudnitz Moritz               | městská             | Mikulášovice, Zeidlery, Krásná Lípa                   |                | [ 1 ]                                         |
| Redlhammer Albert             | obch. a živn. komor | Liberec                                               |                | [ 5 ]                                         |
| Reichert Václav               | venk. obcí          | Hořice, Nová Paka                                     | Národní strana | [ 2 ]                                         |
| Renner Alois                  | velkostatkářská     | nesvěřenecké velkostatky                              |                | [ 2 ]                                         |
| Riedl Eduard                  | velkostatkářská     | nesvěřenecké velkostatky                              |                | [ 2 ]                                         |
| Rieger František Ladislav     | venk. obcí          | Semily, Železný Brod                                  | Národní strana | [ 2 ]                                         |
| Richlý Josef                  | velkostatkářská     | nesvěřenecké velkostatky                              |                | [ 2 ]                                         |
| Richter Anton Mansuet         | obch. a živn. komor | Praha                                                 |                | [ 5 ]                                         |
| z Rittersteinu Benedikt       | velkostatkářská     | nesvěřenecké velkostatky                              |                | [ 2 ]                                         |
| Rombald Václav                | velkostatkářská     | nesvěřenecké velkostatky                              |                | [ 2 ]                                         |
| Rosenauer Wenzel              | městská             | Budějovice                                            |                | Zvolen v září 1871. Volba zpochybněna.        |
| Roser Franz Moritz            | venk. obcí          | Broumov, Police                                       |                | [ 8 ]                                         |
| Rotter Jan                    | velkostatkářská     | nesvěřenecké velkostatky                              |                | [ 2 ]                                         |
| Ruß Viktor Wilhelm            | venk. obcí          | Ústí n. Labem, Chabařovice                            |                | [ 2 ]                                         |
| Říha Josef                    | venk. obcí          | Kutná Hora, Čáslav                                    | Národní strana | [ 2 ]                                         |
| Salm-Reifferscheid Siegfried  | velkostatkářská     | nesvěřenecké velkostatky                              |                | [ 2 ]                                         |
| Roth Karel                    | městská             | Chrudim, Heřmanův Městec                              | Národní strana | [ 8 ]                                         |
| Rumerskirch Moriz             | velkostatkářská     | nesvěřenecké velkostatky                              |                | Zvolen v září 1871.                           |
| Seeling Karl                  | městská             | Praha-Malá Strana                                     | Národní strana | [ 1 ]                                         |
| Seidel Vinzenz                | městská             | Georgswalde, Königswalde                              |                | [ 1 ]                                         |
| Seidemann Heinrich            | městská             | Jablonec, Hodkovice, Smržovka                         |                | [ 1 ]                                         |
| Seidel Emanuel                | virilisté           | rektor pražské univerzity                             |                |                                               |
| Schäffer Christian            | velkostatkářská     | nesvěřenecké velkostatky                              |                | Zvolen v září 1871.                           |
| Schier Josef                  | obch. a živn. komor | Budějovice                                            |                | [ 5 ]                                         |
| Schirnding Karel              | velkostatkářská     | nesvěřenecké velkostatky                              |                | [ 2 ]                                         |
| Schlesinger Ludwig            | venk. obcí          | Karlovy Vary, Loket, Bečov                            |                | [ 1 ]                                         |
| Schmeykal Franz               | městská             | Česká Lípa                                            |                | [ 1 ]                                         |
| Schmidt Antonín               | městská             | Německý Brod, Polná, Humpolec                         | Národní strana | [ 1 ]                                         |
| Schöder Anton                 | venk. obcí          | Dubá, Štětí                                           |                | Zemřel r. 1871.                               |
| Schönborn Ervín               | velkostatkářská     | svěřenecké velkostatky                                |                | [ 2 ]                                         |
| Schönborn Karl                | velkostatkářská     | svěřenecké velkostatky                                |                | [ 2 ]                                         |
| Schulz Ferdinand              | městská             | Mladá Boleslav, Nymburk                               | Národní strana | [ 5 ]                                         |
| Schütz Adeodat                | velkostatkářská     | nesvěřenecké velkostatky                              |                | [ 2 ]                                         |
| Schwarzenberg Adolf Josef     | velkostatkářská     | svěřenecké velkostatky                                |                | [ 2 ]                                         |
| Schwarzenberg Bedřich         | virilisté           | arcibiskup pražský                                    |                |                                               |
| Schwarzenberg Karel III.      | velkostatkářská     | svěřenecké velkostatky                                |                | [ 2 ]                                         |
| Skrejšovský Jan Stanislav     | městská             | Vysoké Mýto, Skuteč, Hlinsko                          | Národní strana | [ 1 ]                                         |
| Sladkovský Karel              | venk. obcí          | Kolín, Kouřim, Uhlířské Janovice                      | Národní strana | [ 1 ]                                         |
| Slavík Josef                  | venk. obcí          | Litomyšl, Polička                                     | Národní strana | [ 9 ]                                         |
| Spork Eduard                  | velkostatkářská     | nesvěřenecké velkostatky                              |                | [ 2 ]                                         |
| Stamm Ferdinand               | venk. obcí          | Žatec, Chomutov, Postoloprty, Bastianperk, Podbořany  |                | [ 1 ]                                         |
| Stangler Josef                | velkostatkářská     | nesvěřenecké velkostatky                              |                | [ 2 ]                                         |
| Stefan Kristian               | městská             | Hradec Králové, Jaroměř, Josefov                      | Národní strana | [ 5 ]                                         |
| Stöhr Karl                    | venk. obcí          | Teplice, Duchcov, Bílina                              |                | [ 9 ]                                         |
| Strakatý Jan                  | venk. obcí          | Březnice, Blatná, Mirovice                            | Národní strana | [ 9 ]                                         |
| Streeruwitz Adolf             | venk. obcí          | Plzeň, Touškov, Stříbro, Stod                         |                | [ 1 ]                                         |
| Stummer Josef                 | venk. obcí          | Č. Krumlov, Chvalšiny, Planá                          |                | Rezignoval v srpnu 1871.                      |
| Svátek Vavřinec               | městská             | Strakonice, Sušice, Vodňany                           | Národní strana | [ 1 ]                                         |
| Swoboda Heinrich              | městská             | Planá, Tachov, Stříbro                                |                | Rezignoval r. 1871.                           |
| Sychrava Norbert              | velkostatkářská     | nesvěřenecké velkostatky                              |                | [ 2 ]                                         |
| Šípek František               | městská             | Jílové, Vyšehrad, Benešov, Č. Kostelec                | Národní strana | [ 1 ]                                         |
| Škarda Jakub                  | venk. obcí          | Domažlice, Nová Kdyně                                 | Národní strana | [ 8 ]                                         |
| Šobr Tomáš                    | městská             | Písek                                                 | Národní strana | [ 8 ]                                         |
| Štros Jan                     | městská             | Kutná Hora                                            | Národní strana | [ 8 ]                                         |
| Tachezy Adolf                 | obch. a živn. komor | Cheb                                                  |                | [ 5 ]                                         |
| Tedesco Ludwig                | městská             | Praha-Josefov                                         |                | [ 8 ]                                         |
| Theumer Josef                 | venk. obcí          | Trutnov, Hostinné, Maršov, Žacléř                     |                | [ 8 ]                                         |
| Theumer Leo                   | venk. obcí          | Falknov, Kynžvart                                     |                | [ 8 ]                                         |
| Thun Friedrich                | velkostatkářská     | svěřenecké velkostatky                                |                | [ 2 ]                                         |
| Thun-Hohenstein Theodor Karel | velkostatkářská     | svěřenecké velkostatky                                |                | [ 2 ]                                         |
| Thun-Hohenstein Leopold Lev   | velkostatkářská     | nesvěřenecké velkostatky                              |                | [ 2 ]                                         |
| Thurn-Taxis Hugo              | velkostatkářská     | nesvěřenecké velkostatky                              |                | [ 2 ]                                         |
| Tilšer František              | městská             | Příbram, Březové Hory                                 | Národní strana | [ 5 ]                                         |
| Tonner Emanuel                | venk. obcí          | Strakonice, Horažďovice                               | Národní strana | [ 8 ]                                         |
| Trmal Emanuel                 | městská             | Kolín, Kouřim, Poděbrady                              | Národní strana | [ 8 ]                                         |
| Trojan Alois Pravoslav        | venk. obcí          | Příbram, Dobříš                                       | Národní strana | [ 2 ]                                         |
| Tuschner Emanuel              | městská             | Plzeň                                                 | Národní strana | [ 8 ]                                         |
| Tyrš Miroslav                 | městská             | Tábor, Kamenice, Pelhřimov                            | Národní strana | [ 1 ]                                         |
| Urbánek Ferdinand             | venk. obcí          | Dvůr Králové, Jaroměř                                 | Národní strana | [ 5 ]                                         |
| Václavík Alois                | venk. obcí          | Poděbrady, Městec Králové                             | Národní strana | [ 8 ]                                         |
| Vávra Vincenc                 | venk. obcí          | Nymburk, Benátky                                      | Národní strana | [ 8 ]                                         |
| Veith Antonín                 | velkostatkářská     | nesvěřenecké velkostatky                              |                | [ 2 ]                                         |
| Vilímek Josef Richard         | venk. obcí          | Rychnov, Kostelec                                     | Národní strana | [ 9 ]                                         |
| Villani Karel Drahotín        | venk. obcí          | Benešov, Neveklov, Vlašim                             | Národní strana | [ 8 ]                                         |
| Vojáček Jan Bohdan            | velkostatkářská     | nesvěřenecké velkostatky                              |                | [ 2 ]                                         |
| Volkelt Johann                | městská             | Frýdlant, Chrastava                                   |                | Zvolen v září 1871.                           |
| Vrba Alexandr                 | městská             | Lanškroun, Ústí n. Orlicí, Č. Třebová                 |                | Volba zpochybněna, potvrzena až v říjnu 1871. |
| Wahala Augustin Pavel         | virilisté           | biskup litoměřický                                    |                |                                               |
| Waldert Anton                 | městská             | Chomutov, Vejprty, Přísečnice                         |                | [ 1 ]                                         |
| Watzka Josef                  | venk. obcí          | Jáchymov, Blatno                                      |                | [ 14 ]                                        |
| Weber Anton                   | městská             | Litoměřice, Lovosice                                  |                | Uváděn též jako Anton Weeber.                 |
| Welz Alois                    | velkostatkářská     | nesvěřenecké velkostatky                              |                | [ 2 ]                                         |
| Wenzig Josef                  | venk. obcí          | Hradec Králové, Nechanice                             | Národní strana | [ 8 ]                                         |
| Werner Antonín                | velkostatkářská     | nesvěřenecké velkostatky                              |                | [ 2 ]                                         |
| Westphalen Bedřich            | velkostatkářská     | nesvěřenecké velkostatky                              |                | Rezignoval r. 1871.                           |
| Wiener Friedrich              | městská             | Praha-Josefov                                         |                | [ 8 ]                                         |
| Windischgrätz Ernst Ferdinand | velkostatkářská     | nesvěřenecké velkostatky                              |                | [ 2 ]                                         |
| Wolfrum Karl Georg            | městská             | Teplice, Ústí n. Labem                                |                | [ 1 ]                                         |
| Wolkenstein Karl              | velkostatkářská     | nesvěřenecké velkostatky                              |                | [ 2 ]                                         |
| Wolkenstein-Trostburg Wilhelm | velkostatkářská     | nesvěřenecké velkostatky                              |                | [ 2 ]                                         |
| Woratschka Wilhelm            | venk. obcí          | Rumburk, Varnsdorf                                    |                | [ 1 ]                                         |
| Zátka Hynek                   | venk. obcí          | Budějovice, Lišov, Trhové Sviny, Hluboká, Týn n. Vlt. | Národní strana | Uváděn též jako Ignác Zátka.                  |
| Zeithammer Antonín Otakar     | venk. obcí          | Kralovice, Manětín                                    | Národní strana | [ 9 ]                                         |
| Zedtwitz Kurt                 | velkostatkářská     | nesvěřenecké velkostatky                              |                | [ 2 ]                                         |
| Zelený Václav                 | venk. obcí          | Německý Brod, Humpolec, Polná, Přibyslav, Štoky       | Národní strana | [ 8 ]                                         |
| Zessner Vincenc               | velkostatkářská     | nesvěřenecké velkostatky                              |                | [ 2 ]                                         |
| Zintl Josef                   | venk. obcí          | Planá, Teplá, Bezdružice                              |                | [ 1 ]                                         |
| Žák Jan                       | městská             | Pardubice, Chlumec, Holice                            | Národní strana | [ 1 ]                                         |